# Metasia hemicirca
Metasia hemicirca is een vlinder uit de familie van de grasmotten (Crambidae), uit de onderfamilie van de Spilomelinae. De wetenschappelijke naam van deze soort is voor het eerst voorgesteld als Eurycreon hemicirca door Edward Meyrick in een publicatie uit 1887.
De soort komt voor in Australië (Tasmanië).